# Secretaria de Ciência, Tecnologia e Inovação do Distrito Federal
| Secretaria de Estado de Ciência, Tecnologia e Inovação do Distrito Federal (Secti-DF)                              |                  |
| Anexo do Palácio do Buriti, Praça do Buriti, 14º andar, Sala 1401 e 1411 – CEP: 70075-900 https://secti.df.gov.br/ |                  |
| Atual secretário                                                                                                   | Leonardo Reisman |

A Secretaria de Estado de Ciência Tecnologia e Inovação do Distrito Federal (SECTI-DF) é o órgão distrital responsável pelos assuntos 
relacionados à ciência, tecnologia e inovação no Distrito Federal. Suas principais funções são dedicadas a promover o desenvolvimento científico e tecnológico no âmbito do Distrito Federal.

## Serviços

### Planetário de Brasília
O planetário de Brasília, inaugurado em 1974,  é um espaço de educação e divulgação científica, contando com projetores astronômicos e eventos educativos sobre astronomia. O planetário é vínculado institucionalmente à SECTI-DF.

### Fundação de Apoio à Pesquisa do Distrito Federal
A Fundação de Apoio a Pesquisa do Distrito Federal (FAPDF) é uma insituição que fomenta projetos de pesquisa em áreas diversas de ciência e tecnologia no distrito federal. Criada em 1992, a  FAP-DF é também vinculada à Secretaria de Ciência, Tecnologia e Inovação do Distrito Federal.